# Eckhard Mieder

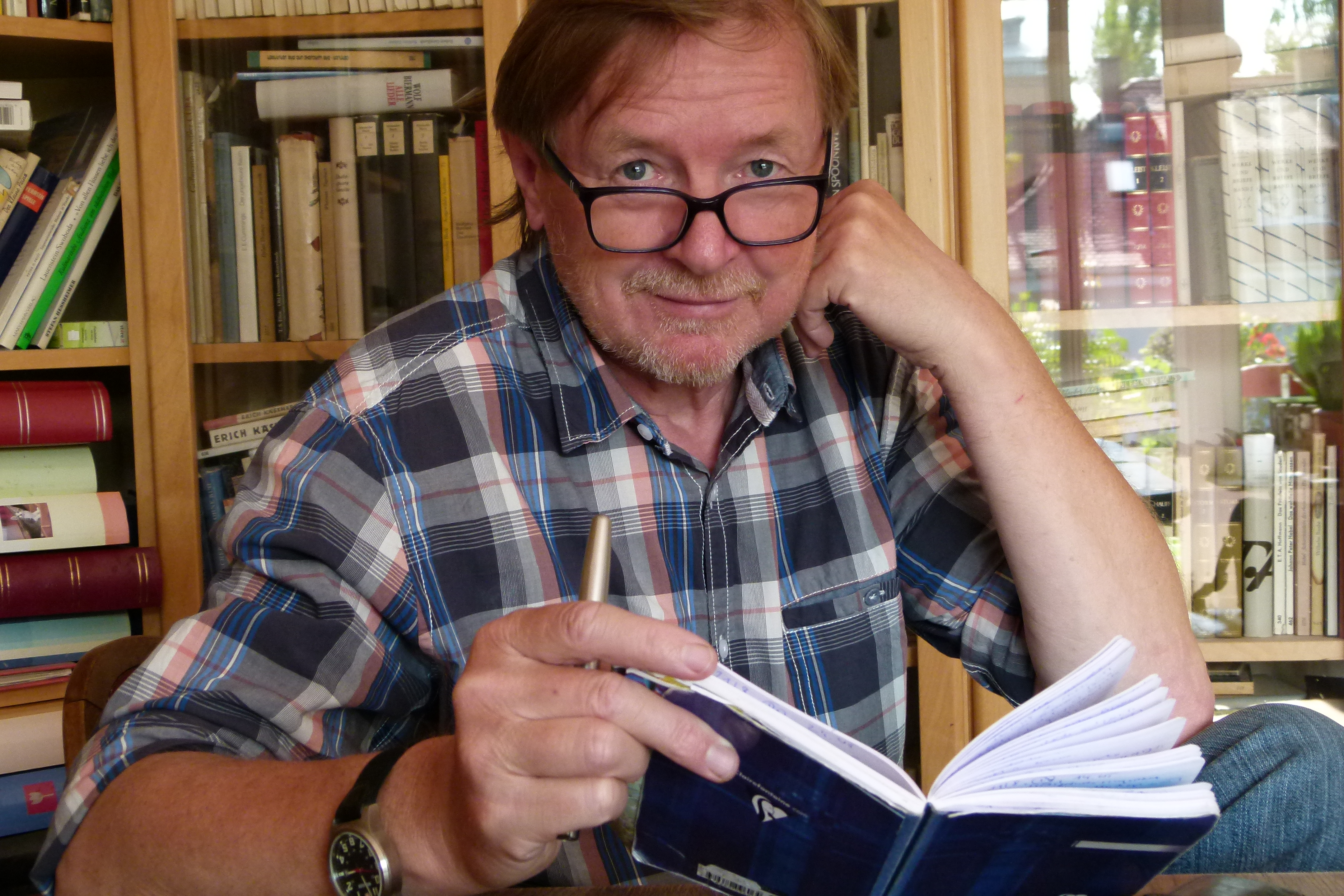
Eckhard Mieder, 2014

Eckhard Mieder (* 9. Mai 1953 in Dessau) ist ein deutscher Journalist, Schriftsteller und Filmemacher.

## Leben
Mieder legte 1971 am Alexander-von-Humboldt-Gymnasium in Berlin-Köpenick sein Abitur ab. Nach anderthalb Jahren Wehrdienst und nach einem Jahr Volontariat beim Allgemeinen Deutschen Nachrichtendienst (ADN) studierte er an der Sektion Journalistik an der Leipziger Karl-Marx-Universität. Nach acht Jahren Arbeit als Redakteur und Reporter beim Jugendmagazin Neues Leben und als Redakteur im Fernsehen der DDR (1978–1986) wurde Mieder freischaffender Autor.
Mieder schrieb einige Hörspiele für den Rundfunk der DDR, RBB, SFB, Deutschlandfunk und Radio Bremen, u. a. Dreckfresser (1995, Radio Brandenburg), Was der Fall ist (1998, SFB). Für Dokumentarfilme fungierte er als Dramaturg und Szenarist bei der DEFA, u. a. …denn alles bewegt sich, mein Freund (1987), Im Durchgang (1990). Ab Ende der 1990er Jahre schuf er als Autor und Regisseur etliche Dokumentationen und Features, u. a. Tödliche Begegnung – das Leben des Norbert Plath (2001, ARD, mit Sabine Mieder), Heimatwege (2006, ZDF), Genosse Vater – eine DDR-Karriere (2009, ZDFneo), Stahl, Glas und altes Gemäuer – auf der Baustelle der Eurobank am Main (2012, hr), Der schräge Turm von Frankfurt (2015, hr).
Mieder gehörte zu den Mitbegründern der Wochenzeitung Die andere (1989/1990) und ist regelmäßiger Autor der Zweiwochenschrift Das Blättchen und des Untergrund-Blättle. Seit 2012 veröffentlicht er im Verlag Edition Schwarzdruck, seit 1997 im Verlag am Park.
Er ist verheiratet und Vater von zwei Töchtern. Nach fast fünfzig Jahren in Berlin zog er 2002 mit seiner Familie nach Frankfurt am Main.

## Ehrungen
- 1995: 1. Hörspielpreis des ORB
- 2002: Civis-Preis
- 2004: 1. Internationaler Medienpreis der Stadt Frankfurt am Main

## Werke (Auswahl)
- Die alte Tankstelle. Hörspiel, Rundfunk der DDR 1983.
- Auf den Dächern traben Pferde. Erzählung. Verlag Neues Leben, Berlin 1991, ISBN 3-355-01245-9.
- Luise Indiewelt. In acht Tagen um die halbe Erde. Elefanten Press, Berlin 1997, ISBN 3-88520-611-0 (Auch: Ungekürzte Ausgabe (= dtv 70681 Junior). Deutscher Taschenbuch-Verlag, München 2002, ISBN 3-423-70681-3), (nominiert für Deutschen Jugendbuchpreis 1998).
- Papier geht um. Die gespenstischen Deponate des Johannes Tütenholz. Erzählungen. Verlag am Park, Berlin 1997, ISBN 3-932180-05-4.
- Die kichernde Kuh. Elefanten Press, Berlin 1998, ISBN 3-88520-685-4.
- Willis Erwachen. Elefanten Press, Berlin 1999, ISBN 3-88520-746-X.
- Lesepiraten-Seeräubergeschichten. Loewe, Bindlach 2001, ISBN 3-7855-3660-7.
- Leselöwen-Eisbärengeschichten. Loewe, Bindlach 2001, ISBN 3-7855-3751-4.
- Die Geschichte Deutschlands nach 1945. Campus-Verlag, Frankfurt am Main [u. a.] 2002, ISBN 3-593-36908-7.
- Ein Fest für Benjamin. Gabriel-Verlag in Thienemanns Verlag, Stuttgart [u. a.] 2002, ISBN 3-522-30028-9.
- Auf der Fähre. Novelle. edition schwarzdruck, Gransee 2012, ISBN 978-3-935194-51-8.
- Tod des Lehrers. Novelle. Verlag am Park, Berlin 2014, ISBN 978-3-89793-192-3.
- Absolut und Anderseits. Porträts junger Deutscher 1978 und 1989/90. Verlag am Park, Berlin 2014, ISBN 978-3-89793-219-7.
- Untergang der Estonia. Eine Posse. Verlag am Park, Berlin 2014, ISBN 978-3-945187-12-8.
- Die Republik der Ratten. Roman. edition schwarzdruck, Gransee 2016, ISBN 978-3-935194-78-5.
- Leben des Joab. Roman. Verlag am Park, Berlin 2016, ISBN 978-3-945187-76-0.
- Henry Haas. Fall eines Anwalts. Roman. Verlag am Park, Berlin 2017, ISBN 978-3-945187-78-4.
- Der Letzte oder Begattet euch doch selber. Zwei Geschichten aus dem Anthropozän. Verlag am Park, Berlin 2017, ISBN 978-3-945187-97-5.
- Barbarella in Hamburg. Deutsches Poesiealbum. Verlag am Park, Berlin 2018, ISBN 978-3-947094-34-9.
- Am Tegernsee im Schnee von gestern. Verlag am Park, Berlin 2019, ISBN 978-3-947094-52-3.
- An der Autobahn stand dieser Mann. Gedichte. Verlag am Park, Berlin 2020, ISBN 978-3-947094-78-3.
- Der Lord geht noch mal auf Sendung. Novellen. Verlag am Park in der edition ost, Berlin 2021, ISBN 978-3-947094-84-4.
- Nach hinten nicht und nicht nach vorne. Erzählungen. Verlag am Park in der edition ost, Berlin 2022, ISBN 978-3-89793-333-0.
- Der Vogel im Preußenkleid des Igels. Gedichte. Verlag am Park in der edition ost, Berlin 2022, ISBN 978-3-89793-357-6.
- Die im Regenbogen wohnten. Roman. Verlag am Park in der edition ost, Berlin 2023, ISBN 978-3-89793-381-1.
- Zunehmende Beunruhigung. Gedichte. Verlag am Park in der edition ost, Berlin 2024, ISBN 978-3-89793-329-3.